# Le Lion et le Rat
 (janvier 2017).
Si vous disposez d'ouvrages ou d'articles de référence ou si vous connaissez des sites web de qualité traitant du thème abordé ici, merci de compléter l'article en donnant les références utiles à sa vérifiabilité et en les liant à la section « Notes et références ».
Le Lion et le Rat est la onzième fable du livre II de Jean de La Fontaine situé dans le premier recueil des Fables de La Fontaine, édité pour la première fois en 1668. Les conclusions morales de cette fable sont : On a souvent besoin d'un plus petit que soi et Patience et longueur de temps font plus que force ni que rage.
La signification de la fable est : malgré sa royauté, le lion ne peut pas tout faire et le rat peut faire bien plus de choses. Ainsi, faut-il se méfier du plus faible ou du plus fort ? Et bien il vaut mieux redouter le plus faible que le plus fort car le plus faible, comme le rat de cette fable, peut se montrer le plus fort. 

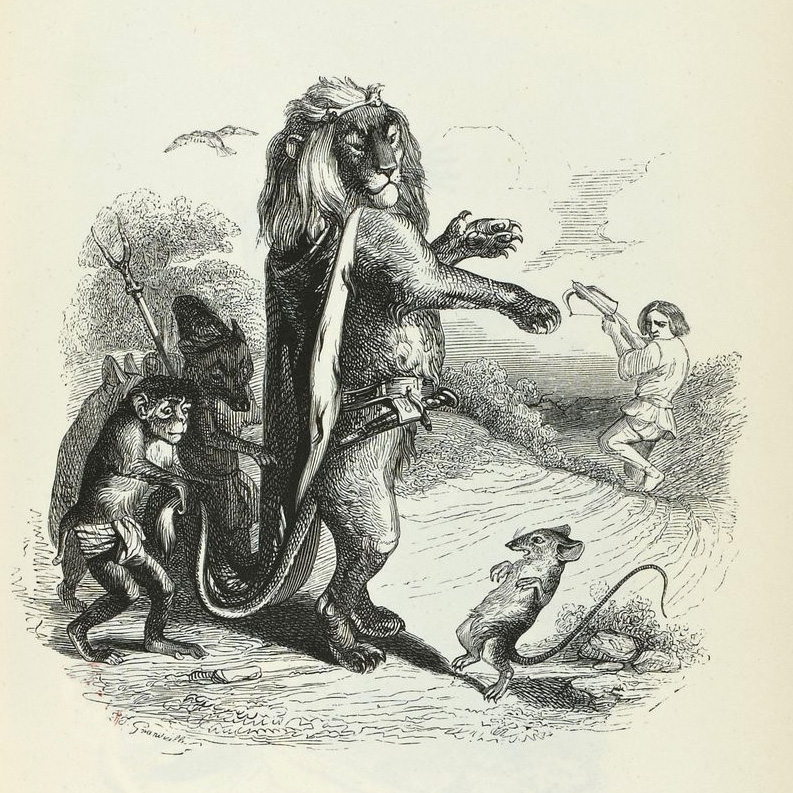
Illustration de Grandville (1838-1840)

## Texte
LE LION ET LE RAT
[Ésope + Marot]

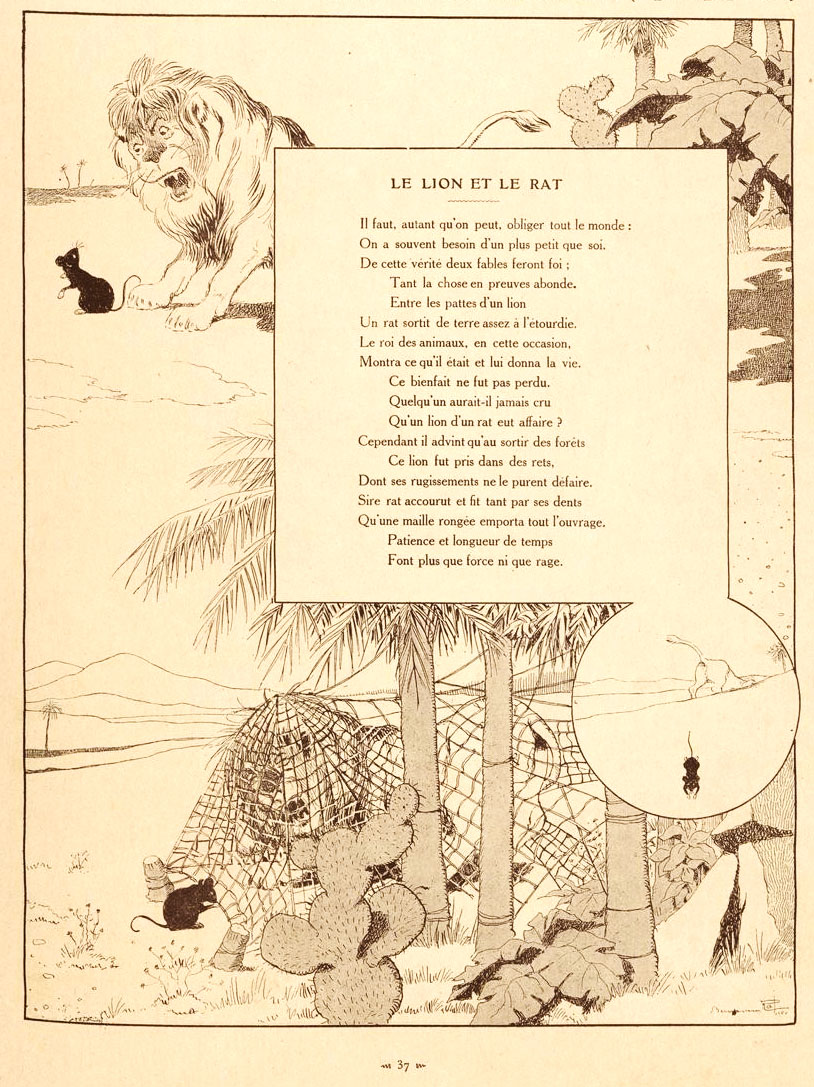
Illustration de Benjamin Rabier (1906)

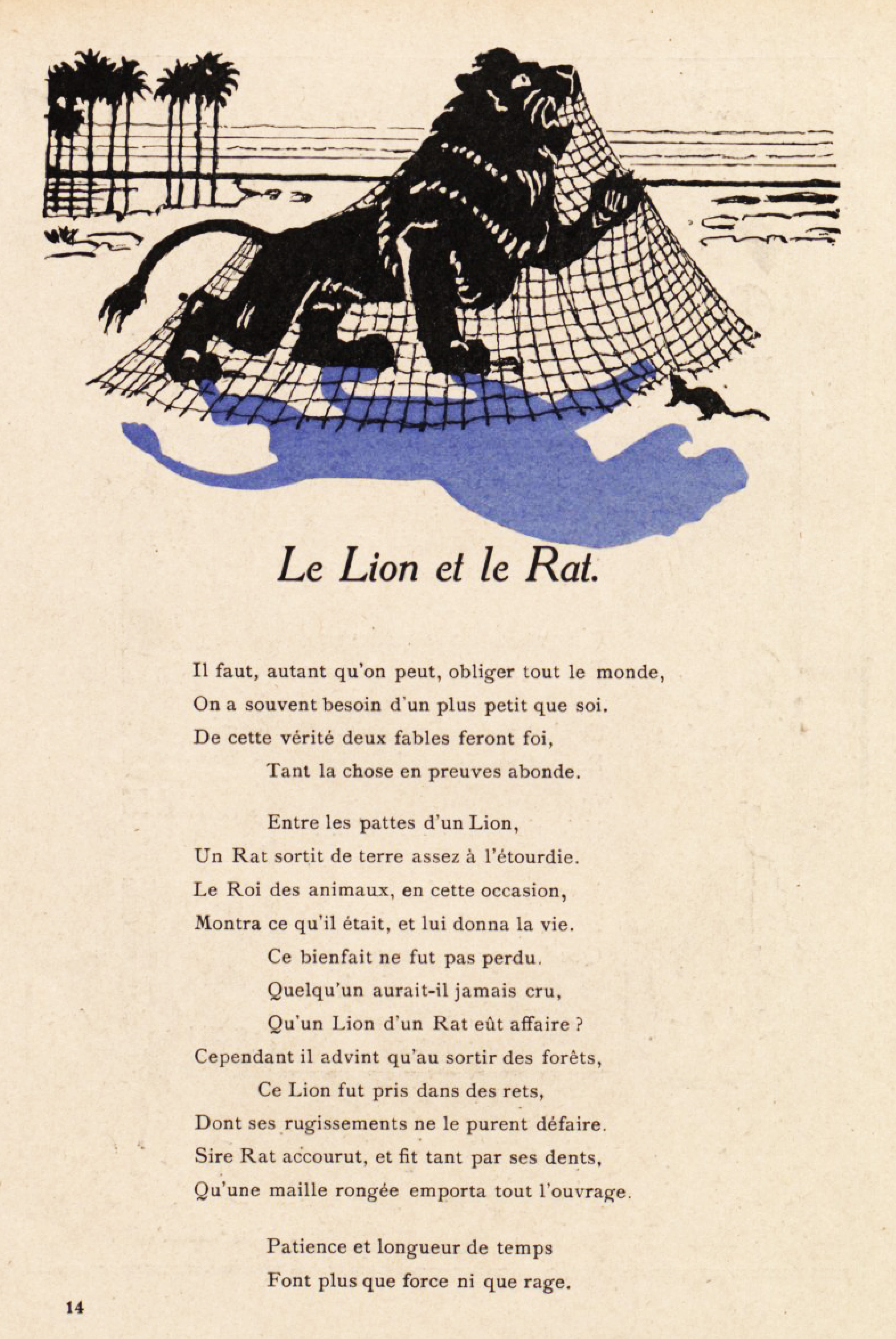
Dessin en silhouettes de Henri Avelot (1932)

Il faut, autant qu'on peut, obliger tout le monde :

On a souvent besoin d'un plus petit que soi.

De cette vérité deux fables feront foi,

Tant la chose en preuves abonde.

Entre les pattes d'un Lion

Un Rat sortit de terre assez à l'étourdie.

Le Roi des animaux, en cette occasion,

Montra ce qu'il était, et lui donna la vie.

Ce bienfait ne fut pas perdu.

Quelqu'un aurait-il jamais cru

Qu'un Lion d'un Rat eût affaire ?

Cependant il advint qu'au sortir des forêts

Ce Lion fut pris dans des rets,

Dont ses rugissements ne le purent défaire.

Sire Rat accourut, et fit tant par ses dents

Qu'une maille rongée emporta tout l'ouvrage.

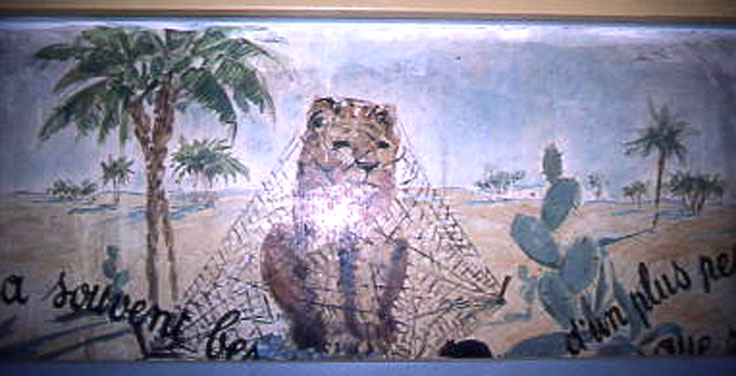
Peinture murale du groupe scolaire Jules Ferry à Conflans-Sainte-Honorine réalisée en 1936 par un peintre inconnu

Patience et longueur de temps

Font plus que force ni que rage.

Jean de la Fontaine

## Commentaires
La fable Le Lion et le Rat est liée avec la fable La Colombe et la Fourmi, qui est annoncée au début : « De cette vérité deux fables feront foi ». C'est une fable double comme La Mort et le Malheureux / La Mort et le Bûcheron, Le Loup, la Chèvre et le Chevreau / Le Loup, la Mère et l'Enfant, Le Pâtre et le Lion / Le Lion et le Chasseur et Le Héron / La Fille.